# Mamporro (banda)
Mamporro fue una banda de pop rock argentina formada en el año 1995 por el exguitarrista de Suéter y Los Twist; Jorge Minissale y surgida en Buenos Aires.

## Historia
Jorge Minissale y Bruguera habían integrado el grupo Radio Shakespeare, pero a comienzos de 1995 deciden juntarse para llevar adelante lo que definirían como un "proyecto en común, armado con amigos". Para el nuevo emprendimiento deciden convocar a músicos como Gustavo Glusman en batería y gracias a la química que automáticamente se generó entre ellos, pudo hacer realidad el anhelado proyecto.
La agrupación comenzó como un power trio y se dieron a conocer en el año 1997, su primer trabajo discográfico llamado Amplificador, en el cual participaron Miguel Zavaleta (en voz) Juan «Pollo» Raffo (teclados) y Jorge Pemoff (percusión). El primer videoclip fue «No me pidas nada», bajo la dirección de Gustavo Glusman.
En el año 2000 grabaron Palabras armadas, su segundo álbum de estudio, bajo la producción de Pablo Sbaraglia, Juan «Pollo» Raffo, Carlos Garófalo, Mónica Glusman, Ulises Disalvo y Pedro Pedroza. El disco contiene once canciones propias y un track interactivo.
El tema «Madre naturaleza» fue elegido para el nuevo videoclip (también dirigido por Glusman junto a Victor Amhed y Mariano Benayon), porque "reflejaba de una manera muy ácida y violenta pero con una estética 100% naif, el daño y poco respeto que los humanos tenemos por las otras especies y el propio planeta, explicaría su líder. Sin embargo el video queda inconcluso. Luego hacia el año 2000 ingresan los hermanos Matías y Juan Camisani, ya conformando un quinteto. Durante esos años, Minissale forma parte de Los Twist y en 2002 retorna con su antigua agrupación Suéter.
Entre los años 2002 y 2007, su líder Jorge Minissale; lo encuentra dedicado a pleno a presentarse por todo el interior del país con Suéter, creando un paréntesis en su actividad con Mamporro y con Los Twist, también grabó un nuevo disco donde aportaría varias canciones.
En el año 2008 retoma la actividad con Mamporro con los cuales graban su tercer disco llamado Nada es demasiado y editado por el sello EMI, con difusión en todos los medios masivos y con presentaciones en directo por todo el país, también participa en el nuevo disco de Pablo Sbaraglia denominado El club de la moneda de Plata, con quien participa tocando en el seno de su banda en la actualidad; grabando y acompañando a Lorena Mayol. En el año 2012 año se disuelve Mamporro.

## Integrantes
- Jorge Minissale: Guitarras y voz
- Bruguera: Bajo
- Gustavo Glusman: Batería y percusión
- Matias Camisani: Guitarra
- Juani Camisani: Teclados

## Discografía
- Amplificador (1996)
- Palabras armadas (2000)
- Nada es demasiado (2008)